# Hannah Carson
Hannah Carson (ur. 26 stycznia 1993) – amerykańska lekkoatletka specjalizująca się w rzucie oszczepem. 
W 2010 zdobyła z wynikiem 50,64 brązowy medal igrzysk olimpijskich młodzieży.
Rekord życiowy: 61,20 (9 czerwca 2016, Eugene).